# اسخا
اسخا (به اسپانیایی: Oseja) یک دهستان در اسپانیا است که در استان ساراگوسا واقع شده‌است. اسخا ۱۲ کیلومتر مربع مساحت و ۵۲ نفر جمعیت دارد.